# The Millionaire Vagrant
Pour plus de détails, voir Fiche technique et Distribution.
The Millionaire Vagrant est un film américain réalisé par Victor Schertzinger, sorti en 1917.

## Fiche technique
- Titre : The Millionaire Vagrant
- Réalisation : Victor Schertzinger
- Scénario : J. G. Hawks (en)
- Photographie : Paul Eagler (en)
- Pays d'origine : États-Unis
- Format : Noir et blanc - 1,33:1 - Film muet
- Genre : drame
- Durée : 50 minutes
- Date de sortie : 1917

## Distribution
- Charles Ray : Steven Du Peyster
- Sylvia Breamer : Ruth Vail
- J. Barney Sherry : Malcolm Blackridge
- John Gilbert : James Cricket
- Elvira Weil : Peggy O'Connor
- Dorcas Matthews (en) : Betty Vanderfleet
- Aggie Herring : Mrs Flannery
- Walt Whitman : le vieux comptable